# Johannes Flum
Johannes Flum (ur. 17 grudnia 1987 w Waldshut-Tiengen) – niemiecki piłkarz występujący na pozycji pomocnika. Zawodnik klubu Eintracht Frankfurt.

## Kariera
Flum jako junior grał w klubach TuS Weilheim, SV 08 Laufenburg oraz SC Freiburg, do którego trafił w 2001 roku. W jego juniorach spędził 5 lat. W 2006 roku odszedł do zespołu SC Pfullendorf z Regionalligi Süd. W ciągu 2 lat rozegrał tam 49 ligowych spotkań i zdobył 2 bramki. W 2008 roku ponownie został graczem zespołu SC Freiburg, grającego w 2. Bundeslidze. Pierwszy ligowy mecz zaliczył w niej 17 sierpnia 2008 roku przeciwko TSV 1860 Monachium (2:1). W 2009 roku awansował z zespołem do Bundesligi. W tych rozgrywkach Flum zadebiutował 9 sierpnia 2009 roku w zremisowanym 1:1 spotkaniu z Hamburgerem SV. 20 marca 2010 roku w wygranym 1:0 pojedynku z 1. FSV Mainz 05 strzelił pierwszego gola w Bundeslidze. W 2010 roku zajął z klubem 14. miejsce w tych rozgrywkach.